# Rheumaptera fuegata
Rheumaptera fuegata là một loài bướm đêm trong họ Geometridae.